# Saint-Martin-de-Lansuscle

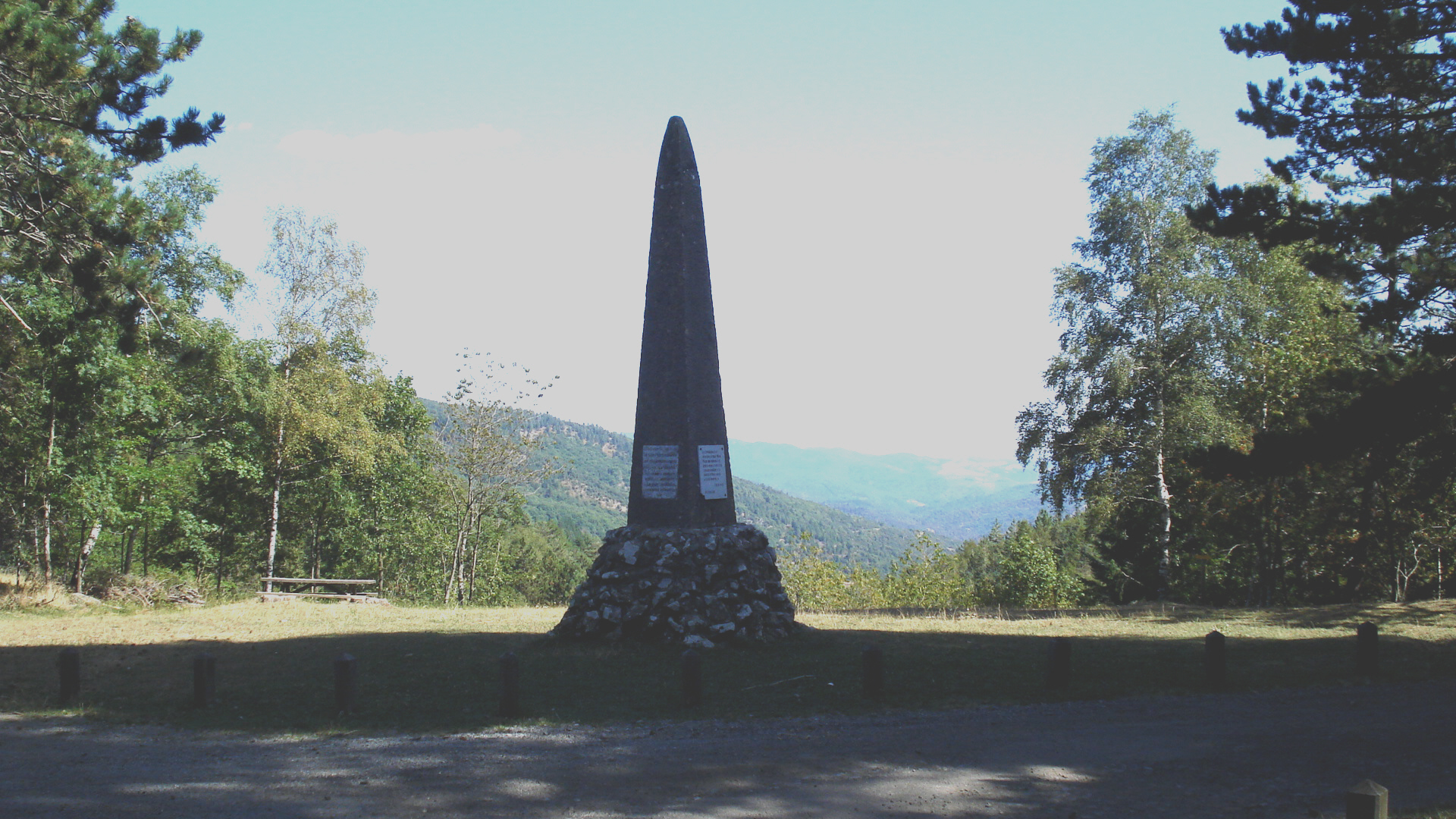
Pomnik w Saint-Martin-de-Lansuscle, 2009

Saint-Martin-de-Lansuscle – miejscowość i gmina we Francji, w regionie Oksytania, w departamencie Lozère.
Według danych na rok 1990 gminę zamieszkiwały 102 osoby, a gęstość zaludnienia wynosiła 6 osób/km² (wśród 1545 gmin Langwedocji-Roussillon Saint-Martin-de-Lansuscle plasuje się na 800. miejscu pod względem liczby ludności, natomiast pod względem powierzchni na miejscu 468.).

## Populacja

Populacja Saint-Martin-de-Lansuscle w latach 1962–2008